# Tamponada przednia nosa
Tamponada przednia – ambulatoryjny zabieg laryngologiczny wykonywany w przypadku krwawień z nosa. 
Polega on na szczelnym, warstwowym włożeniu do jamy nosa setonu, tak aby zatamować krwotok. Po założeniu setonu, należy upewnić się czy tamponada jest szczelna. Można to zrobić oglądając tylną ścianę gardła i obserwacji krwi, która może napływać z jamy nosa przez nozdrza tylne. Tamponadę przednią usuwa się po 2 dobach w ambulatorium laryngologicznym.